# Македонско културно-просветно дружество (Кърджали)
Македонското културно-просветно дружество „Братство“ е организация на бежанците от областта Македония, установили се в Кърджали, съществувала от 1914 година.

## История
След Междусъюзническата война в 1913 година и особено след Първата световна война в 1919 година хиляди македонски българи се установяват в Кърджали. Дружеството е основано в 1923 година. Целта му е да развива културно-просветна дейност сред членовете  си и да подпомага продължаващите да пристигат в града македонски бежанци. Към 27 май 1927 година крайно бедните македонски бежански семейства са общо 193 семейства, числящи се към братството в Кърджали. Дружеството основава хор и има други културни инициативи.
На 24 януари 1926 година на общо събрание братството си избира настоятелство в състав Пандо Сидов (председател), Петър Хаджийорданов (подпредседател), Филип Николов (секретар), Милко Манев (касиер) и членове Щерю Атанасов, Борис Чанев и Димко Ефтимов.
На Седмия конгрес на Съюза на македонските емигрантски организации в 1928 година делегатите на дружеството Лев Кацков и Ал. Василев са на страната на протогеровистите и на следната 1929 година подписват брошурата „Едно необходимо осветление“.
Организационният архив се съхранява в Държавна агенция „Архиви“ - Кърджали, ЧП № 91К.